# Horní Čermná
Horní Čermná (německy Ober Böhmisch Rothwasser) je obec ležící ve východní části okresu Ústí nad Orlicí v Pardubickém kraji nedaleko hranice s okresem Šumperk v Olomouckém kraji. Obec má 986 obyvatel. Táhne se podél silnic druhé třídy. Leží asi osm kilometrů od obce s rozšířenou působností – města Lanškrouna a devatenáct kilometrů od města Ústí nad Orlicí.

## Historie
První písemná zmínka o vesnici je z roku 1304. V minulosti byla Horní Čermná částí již zaniklého městyse Čermná u Kyšperka. Po Mnichovské dohodě připadla obec jako součást Sudet k Německu.

### Exulanti
V době pobělohorské obyvatelé Čermné (Horní i Dolní) stáli před volbou buď konvertovat ke katolické víře, nebo ze země odejít. V roce 1737 odešla první skupina Českých bratří (asi 350 lidí) do Českého Rixdorfu v Německu. Dalších sto obyvatel ze stejného důvodu odešlo roku 1742. Někteří z těchto exulantů spoluzakládali nové české osady v pruském Slezsku, např. Friedrichův Tábor, Husinec, byli i v Zelově, ale většinou šli do Rixdorfu či do Berlína za svými krajany.

## Členění obce
K obci připadá několik okolních osad (pouze Nepomuky jsou ale evidenční částí):
- Kalhoty (či Kalhota) – severně
- Stěžník (či Stežník) – východně
- Zlomy (či Zloma) – východně
- Nepomuky – jihovýchodně
- Sebranice – jihovýchodně
- Mariánská Hora – jihozápadně

## Doprava
Nachází se zde osm autobusových zastávek:
- Horní Čermná, křižovatka Mariánská Hora
- Horní Čermná, Nepomuky
- Horní Čermná, Nepomuky,točna
- Horní Čermná, Jednota
- Horní Čermná, sokolovna
- Horní Čermná, Krčma
- Horní Čermná, u čerpadla
- Horní Čermná, Kalhoty

## Pamětihodnosti
- Poutní místo na Mariánské hoře s kostelem Narození Panny Marie a Křížovou cestou
- Evangelický kostel sboru Českobratrské církve evangelické
- Jihozápadně od obce se na Mariánské hoře nachází rozhledna zvaná Mariánka.